# Хосров V
Хосров V (д/н — 631) — шахіншах Сасанідської імперії в березні—квітні 631 року.

## Життєпис
Син шахіншаха Хосрова II Парвіза від однієї з наложниць. Отримав спочатку ім'я Фаррухзад. 628 року під час повалення батька Кавадом II та подальшим знищенням своїх братів втік до фортеці біля Нісібісу.
631 року після повалення Пероза II був привезений до Ктесифонту. Ймовірно перед тим загинула Азармедохт. Не мав жодної фактичної влади, усім керували аристократи. В цей час шахіншахами оголосили себе Ормізд VI і Хосров IV. До того ж до столиці наближався Ростам, син Ормізда V. Зрештою Хосрова V було повалено.
Трон повернувся до Борандохт. Проте якісь прихильники Хосрова V боролися до 632/633 року з Борандохт і Єздигердом III. Тому припускають, що Хосров втік зі столиці, продовжуючи боротьбу до близько 633 року. На більш тривале його панування або володіння частиною імперії вказує факт наявності карбування власних монет, що зробити за місяць було складно.